# Rạp Megastar Vincom
Megastar Vincom là một rạp chiếu phim thuộc hệ thống Megastar của MegaStar Media JV Company (liên doanh giữa công ty trách nhiệm hữu hạn Envoy Media Partners và công ty cổ phần văn hóa Phương Nam) nằm trong tòa nhà Vincom City Tower số 191 phố Bà Triệu, quận Hai Bà Trưng, Hà Nội. Khai trương ngày 27/4/2006 với 10 phòng chiếu, hơn 1300 ghế, đây được coi là rạp mở đầu cho chiếu phim theo tiêu chuẩn quốc tế tại Việt Nam. Với phim Avatar công chiếu ngày 18/12/2009, rạp cũng là nơi đầu tiên trình chiếu phim 3D thế hệ mới.
Vào năm 2011, Công ty CJ - CGV (Hàn Quốc) đã mua lại quyền kiểm soát MegaStar thông qua việc mua lại Envoy Media Partners (EMP), qua đó gián tiếp sở hữu 80% vốn góp trong Công ty TNHH Truyền thông MegaStar, đơn vị sở hữu cụm rạp cùng tên. Sau giao dịch trên, Megastar chính thức gia nhập hệ thống CJ-CGV. Cũng chính vì lý do trên mà lượng phim Hàn Quốc chiếu tại MegaStar nhiều hơn.
Tuy đã nắm giữ phần lớn cổ phần của MegaStar nhưng cho tới cuối năm 2013 vừa qua, CJ mới chính thức chuyển đổi thương hiệu MegaStar tại Việt Nam thành CGV. Theo đó, kể từ ngày 15/1/2014, toàn bộ cụm rạp MegaStar tại Việt Nam đã được đổi tên thành CGV cùng nhiều ưu đãi hấp dẫn mới. CJ cho biết, CGV là chữ viết tắt của Chen – Golden – Villages là tên của 3 công ty hợp thành.

## Vị trí
Rạp chiếm trọn tầng 6 trong tòa tháp Vincom A. Khách xem phim có thể lên trực tiếp bằng thang máy góc phố Đoàn Trần Nghiệp - Bùi Thị Xuân hoặc thang máy góc phố Bùi Thị Xuân - Thái Phiên. Nếu thang máy quá đông hoặc khách đang ở trong trung tâm thương mại Vincom có thể đi thang cuốn lên tầng 5, rồi trèo thang bộ gần nhà hàng Asia Snack lên tầng 6.
Khách lên tầng 6 xem có thể mua đồ ăn, thức uống được hệ thống cà phê Highland cung cấp ngay tại tầng 6 mang vào rạp.

### Các rạp khác trong cùng hệ thống trên toànquốc
Cùng trong hệ thống chiếu phim Megastar toàn Việt Nam hiện có 9 rạp:
1. Megastar Vincom Lưu trữ ngày 1 tháng 1 năm 2012 tại Wayback Machine: 191 Bà Triệu, quận Hai Bà Trưng, Hà Nội
2. Megastar Pico Mall Lưu trữ ngày 13 tháng 1 năm 2012 tại Wayback Machine: tầng 5, tháp MIPEC, 229 phố Tây Sơn, quận Đống Đa, Hà Nội
3. Megastar Crescent Mall Lưu trữ ngày 8 tháng 3 năm 2012 tại Wayback Machine: tầng 5 Crescent Mall, đại lộ Nguyễn Văn Linh, Phú Mỹ Hưng, Quận 7, TP. Hồ Chí Minh
4. Megastar Hùng Vương Plaza Lưu trữ ngày 25 tháng 12 năm 2011 tại Wayback Machine: Tầng 7, Hùng Vương Plaza, 126 Hùng Vương, Quận 5, Tp. Hồ Chí Minh
5. Megastar CT Plaza Lưu trữ ngày 26 tháng 12 năm 2011 tại Wayback Machine: Tầng 10, CT Plaza, 60A Trường Sơn, phường 2, quận Tân Bình, Tp. Hồ Chí Minh
6. Megastar Parkson Paragon Lưu trữ ngày 25 tháng 12 năm 2011 tại Wayback Machine: Tầng 5, Saigon Paragon, 3 Nguyễn Lương Bằng, Quận 7, Tp. Hồ Chí Minh[5]
7. Megastar Thùy Dương Plaza Lưu trữ ngày 14 tháng 8 năm 2011 tại Wayback Machine: Tầng 5, Thùy Dương Plaza, ngã 5 sân bay Cát Bi, đường Lê Hồng Phong, quận Ngô Quyền, Hải Phòng
8. Megastar Vinh Trung Plaza Lưu trữ ngày 14 tháng 5 năm 2012 tại Wayback Machine: 255-257, đường Hùng Vương, quận Thanh Khê, Đà Nẵng
9. Megastar Siêu thị Co-Op Mart Lưu trữ ngày 28 tháng 8 năm 2011 tại Wayback Machine: 121 Quốc lộ 15, phường Tân Tiến, Biên Hòa, Đồng Nai
10. Megastar Halong Marine Plaza Lưu trữ ngày 20 tháng 2 năm 2014 tại Wayback Machine: Đường Hoàng Quốc Việt, Khu đô thị mới Hùng Thắng, Bãi Cháy, Hạ Long, Quảng Ninh

## Chất lượng
Chất lượng phim và dịch vụ ở đây được coi là khá cao. Các nhân viên hướng dẫn khách tận tình và chuyên nghiệp. Nội thất trang trí tạo nên khung cảnh lãng mạn thích hợp cho giới trẻ.
Phim ở đây được chiếu tại nhiều phòng nên khách mua vé có thể có nhiều lựa chọn.

## Nội quy
Tất cả các phim chiếu tại đây đều có ít nhất 10 phút quảng cáo và nội quy 6 điều.

## Vụ khiếu nại Megastar độc quyền
Tháng 3 năm 2010, 6 doanh nghiệp kinh doanh rạp chiếu phim nộp đơn khiếu nại lên Cục Quản lý cạnh tranh, Bộ Công Thương